# Poecilimon thoracicus
Poecilimon thoracicus är en insektsart som först beskrevs av Franz Xaver Fieber 1853.  Poecilimon thoracicus ingår i släktet Poecilimon och familjen vårtbitare. Inga underarter finns listade i Catalogue of Life.